# Sự cố CrowdStrike 2024
Vào ngày 19 tháng 7 năm 2024, nhiều hệ thống máy tính khác nhau trên khắp thế giới đã gặp phải sự cố ngừng hoạt động dẫn đến sự gián đoạn liên tục trên nhiều ngành khác nhau, liên quan đến bản cập nhật CrowdStrike bị lỗi.

## Nguyên nhân
Sự cố đã gây ra màn hình xanh chết chóc cho các máy thuộc hệ điều hành Windows. Công ty an ninh mạng của Mỹ CrowdStrike đã nói rằng họ là nguyên nhân gây ra vấn đề. Bản cập nhật trình điều khiển liên quan đến phần mềm bảo mật Falcon Driver của CrowdStrike đã được xác định là nguyên nhân cốt lõi của sự cố.